# Єманеберхан Кріппа
Єманеберхан Кріппа (італ. Yemaneberhan Crippa; нар. 15 жовтня 1996) — італійський легкоатлет ефіопського походження, який спеціалізується в бігу на довгі дистанції, шосенйному бігу та кросі.

## Спортивні досягнення
Учасник Олімпійських ігор-2021 у бігу на 5000 метрів (не пройшов далі попереднього забігу) та 10000 метрів (11-е місце).
Фіналіст (8-е місце) чемпіонату світу у бігу на 10000 метрів (2019).
Чемпіон Європи з бігу на 10000 метрів (2022) та напівмарафону (2024, особиста та командна першості). Бронзовий призер чемпіонатів Європи з бігу на 5000 метрів (2022) та 10000 метрів (2018).
Бронзовий призер чемпіонатів Європи з кросу в індивідуальному (2018, 2019) та командному (2018) заліках.
Дворазовий переможець у бігу на 5000 метрів на командних чемпіонатах Європи (2019, 2021).
Чемпіон Європи серед молоді у бігу на 5000 метрів (2017).
Бронзовий призер чемпіонату Європи серед юніорів у бігу на 5000 метрів (2015).
Багаторазовий чемпіон та призер чемпіонатів Європи з кросу у молодіжній та юніорській вікових категоріях.
Ексекордсмен Європи з шосейного бігу на 5 кілометрів.
Чемпіон та рекордсмен Італії у низці дисциплін бігу на довгі дистанції, в тому числі шосейного бігу.